# Francesco del Giudice

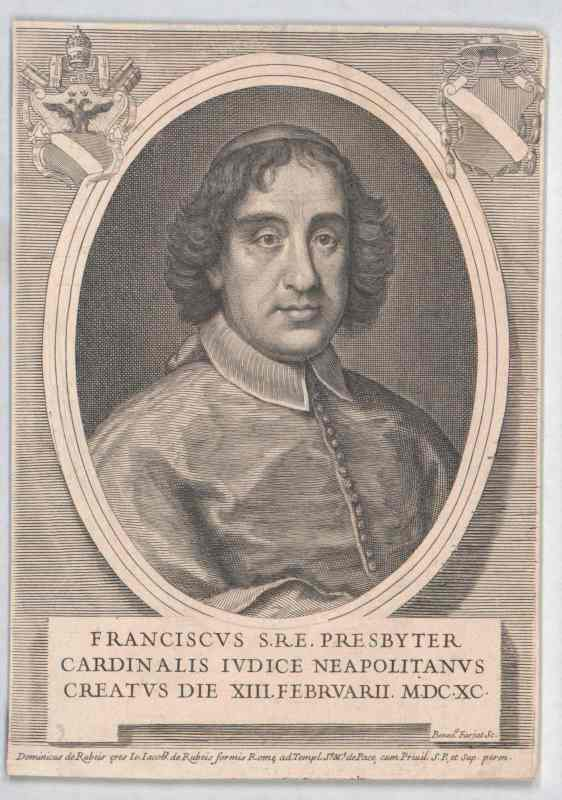
Francesco Kardinal del Giudice (zeitgenössischer Stich)

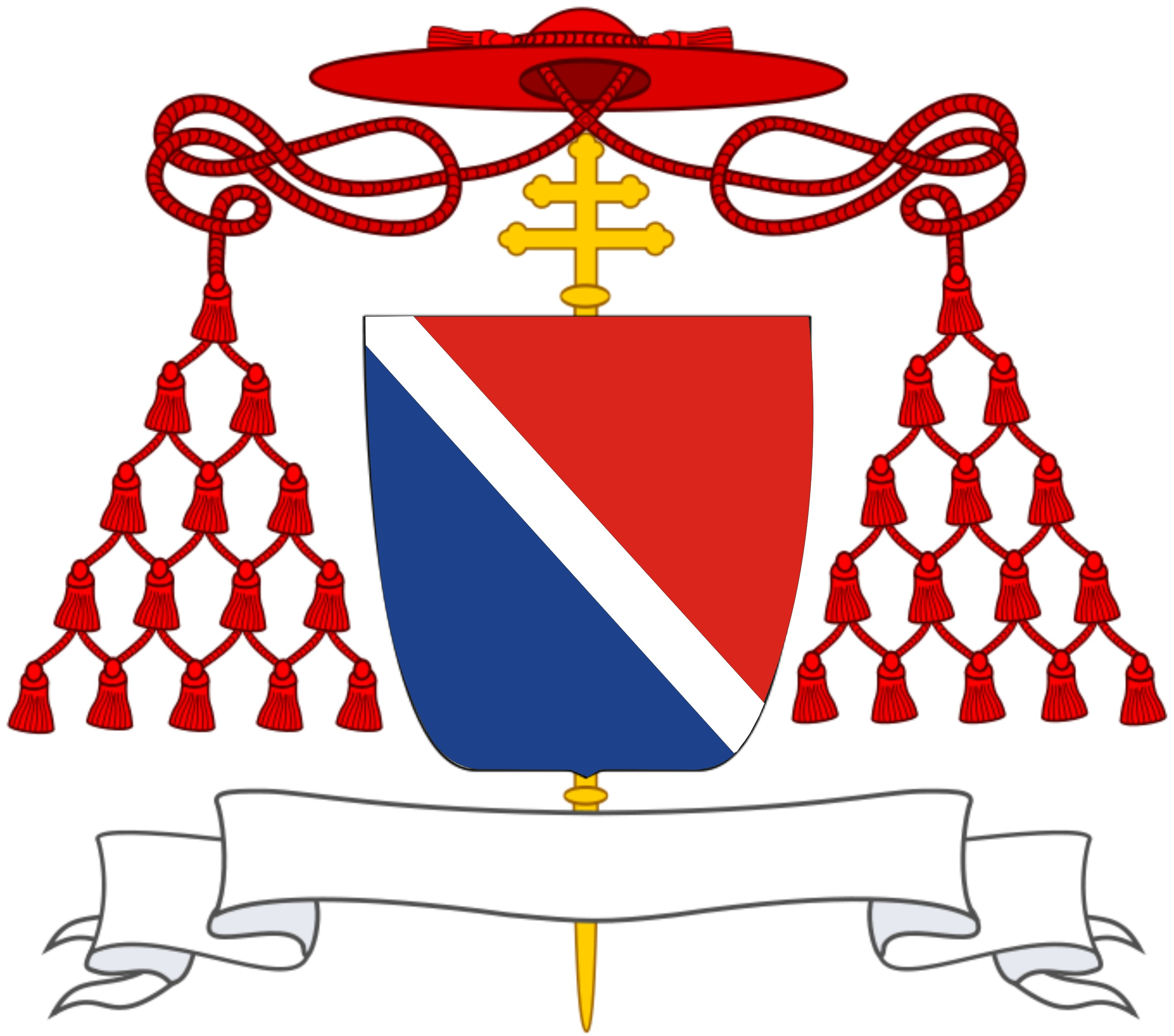
Kardinalswappen von del Giudice (schematische Darstellung)

Francesco del Giudice (* 7. Dezember 1647 in Neapel; † 10. Oktober 1725 in Rom) war ein italienischer Geistlicher und Kardinalbischof von Ostia und Velletri. Er spielte kurzzeitig eine gewichtige Rolle in der spanischen Politik.

## Leben

### Herkunft und frühe Jahre
Francesco del Giudice wurde als fünftes von elf Kindern des Nicolò del Giudice, Fürst von Cellamare, Herzog von Giovinazzo, und dessen Ehefrau Ippolita Palagana geboren. Zwei seiner Neffen, Niccolò Caracciolo und Niccolò del Giudice, wurden später ebenfalls Kardinäle.
Nach seiner Ausbildung begann er als Referendar bei der Apostolischen Signatur. Er war Vize-Legat in Bologna, Gouverneur von Fano, Gouverneur von Rom und Vize-Camerlengo der Römischen Kirche.

### Kirchliche Laufbahn
Im Konsistorium vom 13. Februar 1690 wurde Francesco del Giudice von Papst Alexander VIII. – unter Dispens von der Voraussetzung der Niederen Weihen – zum Kardinal kreiert. Am 10. April 1690 erhielt er als Kardinalpriester die Titelkirche Santa Maria del Popolo zugewiesen. Er nahm am Konklave von 1691 teil, bei dem Innozenz XII. zum Papst gewählt wurde.
Nachdem er die Erlaubnis zu den Weihen außerhalb der Quatembertage und ohne dazwischenliegende Zeitabschnitte erhalten hatte, empfing er sie am 19. Dezember 1691. 1696 lehnte er eine Erhebung auf den erzbischöflichen Sitz von Salerno ab. Von 1698 bis 1699 war er Geschäftsträger Spaniens und Vertreter der Interessen Spaniens in Rom. Am 30. März 1700 wurde ihm die Titelkirche Santa Sabina zugewiesen. Francesco del Giudice nahm am Konklave von 1700 teil, das Clemens XI. zum Papst wählte. Am 15. Dezember 1701 erhielt er die Erlaubnis, das Amt eines Vizekönigs und Generalkapitäns des Königreichs Sizilien auszuüben.
Am 14. Januar 1704 wurde Francesco del Giudice zum Erzbischof von Monreale gewählt. Die Bischofsweihe empfing er am 10. Februar 1704 in der Casa Professa der Jesuiten in Palermo durch Giuseppe Gasch, den Erzbischof von Palermo; Mitkonsekratoren waren Asdrubale Termini, Bischof von Syrakus, und Bartolomeo Castelli, Bischof von Mazara.
Am 2. Juni 1711 wurde er Generalinquisitor von Spanien und erhielt die Erlaubnis, seinem Erzbistum drei Jahre lang fernzubleiben, um seine Position in Spanien einzunehmen. Er wurde 1714 Erster Minister Spaniens, verlor diese Position jedoch 1716 wieder, da er Meinungsverschiedenheiten mit Kardinal Giulio Alberoni hatte. 1717 kehrte del Giudice nach Italien zurück, worauf ihn Clemens XI. im Juli des Jahres zum Kardinalbischof von Palestrina erhob. Deswegen ließ der Kardinal sein Bischofsamt in Monreale ab dem 12. Juli 1717 ruhen. Vom 11. August 1719 an bis zum Jahr 1720 war er österreichischer Minister beim Heiligen Stuhl. Von 1719 bis zu seinem Tode war er zudem Kardinalsekretär der bedeutenden Kongregation der römischen und allgemeinen Inquisition. Am 3. März 1721 wurde er zum Kardinalbischof des suburbikarischen Bistums Frascati ernannt. Francesco del Giudice nahm am Konklave 1721 teil, an dem Papst Innozenz XIII. gewählt wurde. Ebenso war er im Konklave 1724 anwesend, das Benedikt XIII. zum Papst wählte. Von Benedikt XIII. wurde ihm am 12. Juni 1724 das Amt des Kardinalbischofs von Ostia und Velletri übertragen, das dem Kardinaldekan zusteht. Er trat am 15. Februar 1725 vom erzbischöflichen Amt in Monreale zurück.

### Tod
Kardinaldekan Francesco del Giudice starb am 10. Oktober 1725 in Rom, nachdem er die Sterbesakramente empfangen hatte. Sein Leichnam wurde am folgenden Morgen in die Kirche San Marcello überführt, wo am 12. Oktober 1725 die Trauerfeierlichkeiten im Beisein des Papstes stattfanden. Um Mitternacht wurde der Leichnam mit den für einen Dekan des Hl. Kollegiums üblichen Ehren in die Kirche Santa Maria sopra Minerva überführt. Dort wurde er vorläufig beigesetzt, bis die sterblichen Überreste des Kardinals nach Neapel überführt wurden und dort in der Gruft seiner Vorfahren ihre endgültige Ruhestätte fanden.

## Politische Bedeutung
Während seines Aufenthaltes in Spanien (1711–1717) spielte Francesco del Giudice eine aktive Rolle in der dortigen Politik. Melchor de Macañaz, ein einflussreicher Anhänger des Königshauses aus Aragón, dessen Schriften er – ohne sie direkt zu nennen – verurteilt hatte, gelang es 1713, seine Ernennung zum Erzbischof von Toledo zu verhindern. Sein Edikt vom Juli 1714, mit dem er regalistische Schriften verurteilte, kostete ihn die Unterstützung des Königs und veranlasste ihn, nach Bayonne ins Exil zu gehen. Der Tod der Königin María Luisa und der Machtverlust der Prinzessin von Orsini erlaubten es ihm jedoch, noch 1714 nach Spanien zurückzukehren.